# Great Lakes 2T-1A-2
Dimensions
Le Great Lakes 2T-1A-2 est un avion de sport monomoteur biplan. Il peut être utilisé pour la voltige aérienne. La production commença en 1928 pour s'arrêter en 1933 à cause de la crise économique. Elle reprit en 1973.